# نروجین جوئل
نروجین جوئل (به انگلیسی: Norwegian Jewel) یک کشتی است که طول آن ۹۶۵ فوت (۲۹۴٫۱۳ متر) می‌باشد. این کشتی در سال ۲۰۰۵ ساخته شد.